# أوستين براون
أوستين براون (بالإنجليزية: Austin Brown)‏ هو مغن مؤلف ومغني أمريكي، ولد في 22 نوفمبر 1985 في طرزانا، لوس أنجلوس في الولايات المتحدة.

## وصلات خارجية
- الموقع الرسمي